# Australia (continent)
Australia (uneori denumită în contexte technice ca Sahul, Australinea sau Meganesia, pentru a o deosebi de țară) este un continent ce cuprinde Australia, Tasmania, Noua Guinee, Seram, posibil Timorul, și insulele învecinate. 
Acesta este cel mai mic din cele șapte continente tradiționale din concepția engleză. 
Noua Zeelandă nu face parte din continentul Australian, dar constituie un continent aparte, Zealandia. Atât Noua Zeelandă, cât și Australia fac parte din regiunile mai vaste denumite Australasia și Oceania.